# مدیر ارشد آنالیز
مدیر ارشد آنالیز از مدیران ارشد اجرایی یک شرکت بشمار می‌آید، که مسئولیت تجزیه‌وتحلیل و آنالیز داده‌ها در یک سازمان؛ مانند یک شرکت یا یک مؤسسه آموزشی را بر عهده دارد.